# Odznaki jednostek zmechanizowanych Wojska Polskiego
Odznaki jednostek zmechanizowanych Wojska Polskiego – opis odznak pułkowych i brygadowych jednostek zmechanizowanych Wojska Polskiego.

## Odznaki dywizji zmechanizowanych III RP
| Grafika | Opis odznaki |
| ------- | --- |
|         | 1 Warszawska Dywizja Zmechanizowana |
|         | 5 Kresowa Dywizja Zmechanizowana Odznakę wykonano w kształcie krzyża kawalerskiego ze srebrnymi krawędziami i z kulkami na końcach ramion. Na ramionach pokrytych granatową emalią napis 5 KDZ. Między ramionami krzyża oksydowane orły Księstwa Krośnieńskiego mające na piersi półksiężyc i krzyż. W centrum odznaki tarcza herbowa o czarnym obramowaniu, wypełniona żółtą emalią, na którą nałożono sylwetkę żubra w kolorze brązowym.                                                                                       |
|         | 10 Sudecka Dywizja Zmechanizowana Odznaka w kształcie prostokątnej srebrzystej tarczy, u dołu stylizowana złota gałązka laurowa. Z lewej strony tarcza osłonięta jest skrzydłem husarskim. Na tarczy napis: 10 SUDECKA DYWIZJA ZMECHANIZOWANA i sylwetka żubra na tle czarnego czołgu. Liczba 10 pokryta jest białym lakierem. |
|         | 12 Szczecińska Dywizja Zmechanizowana Odznaka w kształcie herbu Szczecina o wydłużonej głowie orła w koronie. W połowie wysokości odznaki duża, wypełniona czerwoną emalią, liczba 12, oparta na wygrawerowanym napisie DYWIZJA. Poniżej profil czołgu. Odznakę wykonano w kolorze patynowanego srebra. |
| [ 1 ]   | 15 Warmińsko-Mazurska Dywizja Zmechanizowana Odznaka w kształcie podwójnego krzyża o dolnych ramionach dłuższych, będącego herbem Władysława Jagiełły, od góry zwieńczonego złotą koroną. Krzyż o złotych krawędziach pokryty granatową emalią i obwiedziony żółtym pasem. Na górnym przecięciu ramion tarcza z herbem Olsztyna, na dolnym przecięciu tarcza z orłem jagiellońskim. Na ramionach wokół herbu Olsztyna złoty napis 15 WMDZ. Na dolne ramiona krzyża, po obu stronach osi odznaki dwa srebrne miecze grunwaldzkie. |
|         | 16 Pomorska Dywizja Zmechanizowana Dolną część odznaki to tarcza amazonek wypełniona emaliowanym herbem Elblaga i opasana czarnym otokiem z napisem: POMORSKA DYWIZJA ZMECHANIZOWANA. Górną krawędź herbu wieńczy złoty fragment stylizowanej baszty obronnej zamku w Malborku.Na baszcie wygrawerowano trzy historyczne dla jednostki daty: 1919 1945 1992. Po obu stronach baszty umiejscowiono złote liczby 16. Na baszcie, w cieniu srebrnego skrzydła husarskiego, czerwony Gryf Pomorski trzymający złoty miecz.           |
|         | 8 Dywizja Obrony Wybrzeża Odznaka w kształcie krzyża wzorowanego na Krzyżu Grunwaldu. Ramiona pokryte granatową emalią i obwiedzione złotą listwą. W środku okrągła tarcza ze srebrną kotwicą w wieńcu laurowym na błękitnym tle. Pod tarczą motyw liścia mikołajka nadmorskiego w kolorze srebrnym. Poniżej tarczy stylizowany złoty napis 8 DOW. |

## Odznaki brygad zmechanizowanych III RP
| Grafika | Opis odznaki |
| ------- | --- |
|         | 2 Brygada Zmechanizowana |
|         | 5 Brygada Zmechanizowana |
|         | 7 Brygada Zmechanizowana |
|         | 8 Brygada Zmechanizowana |
|         | 12 Brygada Zmechanizowana |
|         | 13 Brygada Zmechanizowana |
|         | 16 Brygada Zmechanizowana |
|         | 29 Brygada Zmechanizowana Ma kształt krzyża równoramiennego z owalnymi wcięciami między ramionami o srebrzystych krawędziach. W centrum krzyża, na żółtym otoku widniał napis „Brygada Zmechanizowana”, a w centrum liczba 29. Między ramionami krzyża umieszczone zostały srebrzyste herby miast związanych z historią jednostek, których tradycje kultywowała Brygada. Odznakę zaprojektował zespół oficerów w składzie : ppłk Waldemar Huścia i mjr Paweł Dickert. |

## Odznaki pułków zmechanizowanych III RP
| Grafika | Opis odznaki |
| ------- | --- |
|         | 5 pułk zmechanizowany |
|         | 13 pułk zmechanizowany Odznaka w kształcie krzyża kawalerskiego z kulkami na końcach ramion. Ramiona wypełnione granatową emalią ze srebrnymi krawędziami. Równolegle do krawędzi krzyża przebiega żółty pas. Między ramionami wiązki płomieni w kolorze srebra. Na krzyż nałożony srebrny orzeł państwowy z granatową tarczą na piersi, na której umieszczono numer pułku 13. |
|         | 32 pułk zmechanizowany |
|         | 41 pułk zmechanizowany Odznaka ma kształt złotej prostokątnej płytki, na której wygrawerowane są: duży numer pułku 41 i litery PZ oraz głowa orła w koronie (herb Szczecina). Liczba 41 lakierowana na kolor stalowy (do maja 1994 roku – granatowa), litery PZ – czarne, orzeł – czerwono-złoty. Odznaka o wymiarach 46x29 mm, zaprojektowana przez Piotra Żurawskiego, wykonana została w pracowni grawerskiej Ryszarda Welgryna w Częstochowie. Pierwsze odznaki wręczono 8 kwietnia 1991. |
|         | 42 pułk zmechanizowany |
|         | 55 pułk zmechanizowany |
|         | 64 Pułk Zmechanizowany |
|         | 73 pułk zmechanizowany Odznakę stanowią dwie skrzyżowane lance z proporcami, których górne pole zakreskowane jest poziomo, a dolne pianowo. Nałożono na nie tarczę w kolorze złota, zwieńczoną szyszakiem rycerskim z zamkniętą przyłbicą. Na tarczy dwie palmy oparte na półksiężycu. Pod tarczą została umieszczona srebrna wstęga z plastycznym napisem UŁANI KARPACCY. |